# Le Bouillon

Le Bouillon este o comună în departamentul Orne, Franța. În 1 ianuarie 2022 avea o populație de 167 de locuitori.